# Slovenská Nová Ves
Slovenská Nová Ves és un poble i municipi d'Eslovàquia que es troba a la regió de Trnava, a l'oest del país.

## Història
La primera menció escrita de la vila es remunta al 1245.

## Demografia
| Godina             | 1994 | 2004   | 2014    | 2024    |
| ------------------ | ---- | ------ | ------- | ------- |
| Nombre de persones | 453  | 427    | 484     | 555     |
| Diferència         |      | −5,73% | +13,34% | +14,66% |

| Godina             | 2023 | 2024   |
| ------------------ | ---- | ------ |
| Nombre de persones | 538  | 555    |
| Diferència         |      | +3,15% |